# Gerek Meinhardt
Gerek Lin Meinhardt (San Francisco, 1990. július 27. –) világbajnok, olimpiai bronzérmes amerikai tőrvívó.